# Flight envelope protection
Die Flight Envelope Protection (Flugbereichsgrenzschutz) ist ein selbstständiger im Hintergrund wirkender Schutz vor gefährlichen Überschreitungen der Flugenveloppe (Flugbereichsgrenze). Dabei prüft ein Computer die Steuerbefehle des Piloten, bevor sie umgesetzt werden.

## Allgemeines
Dank der „Flight Envelope Protection“ gerät das Flugzeug auch bei unüberlegten und brüsken Reaktionen des Piloten nicht in einen Flugbereich, in welchem das Flugzeug gefährdet würde.
In aller Regel bedeutet ein solches Schutzsystem, dass das Flugzeug mit einer Fly-by-Wire-Steuerung ausgestattet ist. Umgekehrt bedeutet aber eine Fly-by-Wire-Steuerung nicht, dass ein Bordsystem den Flugbereich überwacht.
Die Vorteile der „Flight Envelope Protection“ liegen darin, dass die Besatzungen in einem Notfall heftig reagieren können, ohne dass ihre Steuerbefehle das Flugzeug gefährden können. So können Piloten sofort ein Ausweichmanöver oder einen Sinkflug einleiten, ohne vorher die Risiken eines solchen Manövers abschätzen zu müssen.

## Einsatz in Verkehrsflugzeugen
Das erste Verkehrsflugzeug, bei welchem die „Flight Envelope Protection“ in bedeutendem Maße umgesetzt wurde, ist der Airbus 320. Sie schützt das Flugzeug vor zu hoher Längsneigung, zu hoher Geschwindigkeit, zu hoher g-Kraft, zu hohem Anstellwinkel und zu hohem Querneigungswinkel.
Boeing und Airbus haben unterschiedliche Ansätze gewählt, um dasselbe Ziel zu erreichen. Während die Schutzsysteme von modernen Airbus-Flugzeugen (seit Airbus 320) den Piloten nicht überschreitbare Grenzen setzen (es sei denn, sie schalten die dafür zuständigen Flugkontroll-Computer aus), ist es in Boeing-Flugzeugen auch mit der „Flight Envelope Protection“ jederzeit möglich, diese Grenzen zu überschreiten. Der Schutz besteht lediglich darin, dass eine wesentlich größere Kraft notwendig ist, um das Steuerhorn außerhalb des sicheren Flugbereichs zu bedienen.